# René Cassagne
Pour les articles homonymes, voir René Cassagne (homonymie) et Cassagne.
René Cassagne, né le 18 mars 1913 à Salignac et mort le 12 novembre 1968 à Cenon, est un homme politique français. Il est l'un des piliers de l'ancrage socialiste d'après-guerre sur l'agglomération bordelaise, lui tenant la rive droite de la Garonne et Robert Brettes, la rive gauche.

## Biographie
René Cassagne est né en 1913 d'un père gersois installé à Salignac dans l'atelier de charonnage de son beau-père après son Tour de France comme compagnon. Élève méritant remarqué par son instituteur, il entre de l'École normale d'instituteur de Saint-André-de-Cubzac en 1930. Il y retrouve Pierre Lagorce, futur député-maire de Langon. Ils créent une section d'étudiants socialistes. Joueur de rugby, il est surnommé « le Diable noir » . Il est finaliste du championnat de rugby universitaire de 1933. Cette même année, à la sortie de l'École normale, il est instituteur dans plusieurs communes de la Gironde, avant d'être détaché à l'Inspection Académique de la Gironde.

### Carrière politique
Entré aux Jeunesses socialistes dès 1930, il en devint, avant la guerre, secrétaire fédéral PS SFIO et fit partie du comité national.
Ne s'étant pas engagé dans la Résistance comme Robert Brettes, sa réintégration après-guerre parmi les socialistes est difficile, d'autant plus qu'il était « fauriste », c'est-à-dire partisan de la ligne de Paul Faure en 1937-1938, ayant conduit à sous-estimer la montée du nazisme et à un certain attentisme pendant la Seconde Guerre mondiale.
Élu, le 28 novembre 1947, au Conseil municipal de Cenon, il devient très rapidement adjoint au maire. Il est élu maire le 17 août 1948 dans des conditions difficiles, à la suite du décès du maire, Louis Duvin. Il est réélu maire aux élections municipales de 1953, 1959 et 1965.
En 1957, René Cassagne devient Premier secrétaire de la Fédération PS-SFIO de Gironde. Il était plus proche de Guy Mollet, secrétaire général de la SFIO de 1946 à 1963, et de Gaston Defferre, futur candidat à l'élection présidentielle de François Mitterrand qui sera Premier secrétaire du parti socialiste en 1971, auquel il reprochait le rapprochement avec les communistes dont il se méfiait et qui donnera l'Union de la gauche en 1971, et lui permettant de gagner la présidentielle de 1981.
En 1950, à la suite du décès de Gaston Cabannes, alors maire de Floirac et ancien député, il prend le poste de conseiller général du très vaste canton de Carbon-Blanc.
Il est élu député de la 4e circonscription de la Gironde aux élections législatives de 1958, 1962 et 1967. Le Parti socialiste aquitain lui reproche d'avoir bénéficié de l'assentiment de Chaban en sa faveur, pour d'une part, un découpage en 1958 de la circonscription à sa mesure et d'autre part, de n'avoir jamais été inquiété sur la rive droite. En juin 1968, René Cassage présente sa candidature à la députation. Son suppléant est le jeune Philippe Madrelle, instituteur et conseiller municipal à Ambarès. Malgré un état de santé alarmant, il assure sa campagne, aidé au second tour par son ami André Le Floch, ancien député et maire de Floirac. Il est élu le 30 juin et entre en clinique le 2 juillet. Il décède, prématurément à 55 ans, quelques mois plus tard en novembre 1968, d'une tumeur au cerveau foudroyante.
Personnalité socialiste importante de la rive droite, ses rivaux socialistes de la rive gauche, personnifié par Robert Brettes député-maire de Mérignac, l'affublait du sobriquet de « Napoléon des collines » et inversement Robert Brettes était qualifié .de « Roi fainéant ».

### Décès
Il décède en novembre 1968 des suites d'une opération au cerveau en juillet de la même année.
Ses obsèques ont lieu en présence de Guy Mollet et de Gaston Defferre.

### Postérité

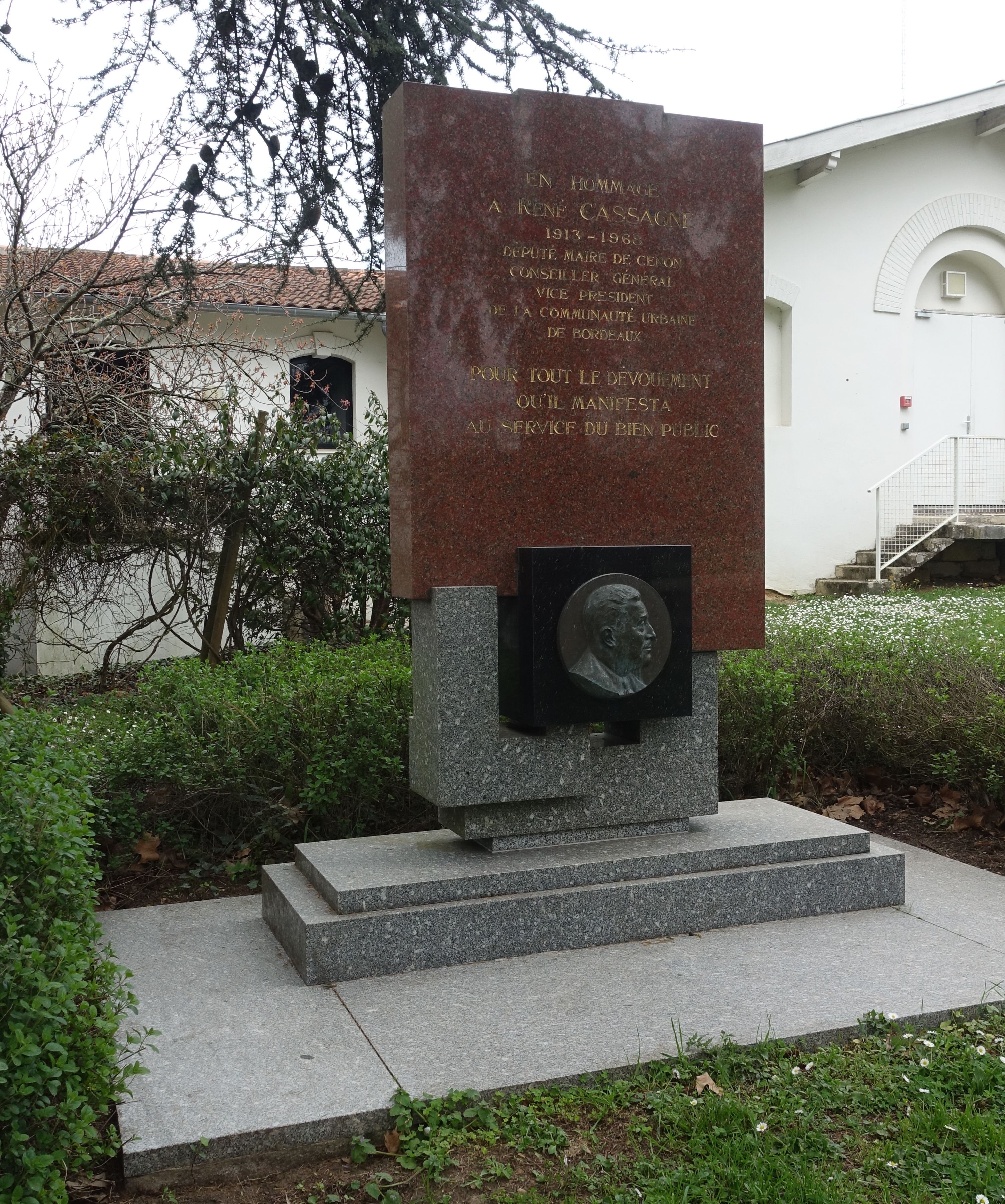
Stèle dédié à René Cassagne dans le parc Palmer

La section communale du PS et une rue de Cenon portent le nom de René-Cassagne.
Une stèle commémorative lui est dédiée, érigée dans le parc Palmer à Cenon. 　　　
L'Association des amis de René Cassagne perpétue son souvenir.